# Buccinulum linea linea
Buccinulum linea linea  es una subespecie de molusco gasterópodo de la familia Buccinidae.

## Distribución geográfica
Se encuentra sólo en Nueva Zelanda, incluyendo las Islas Chatham.